# Charles Grafton Page
Pour les articles homonymes, voir Page.
Charles Grafton Page (25 janvier 1812-5 mai 1868) était un expérimentateur et inventeur américain, médecin, expert en brevets auprès de la justice et professeur de chimie.
Page a expérimenté des phénomènes physiques en partant de l’observation les phénomènes naturels (« philosophie naturelle » ou « naturalisme », philosophie adoptée par Michael Faraday et Joseph Henry. Il n'a pas participé à la mathématisation de la science physique, alors que ce fut la cause première après la deuxième moitié du XIXe siècle des découvertes en chimie, mécanique, électricité et  médecine.
Son idée maîtresse était que « ceux qui détenaient le pouvoir économique par l'entreprise (les lobbyistes) étaient ceux qui ne voulaient pas rétribuer l'inventeur par sa science, pas plus que les élitistes scientifiques, alors que l'inventeur devait avoir les revenus de brevets ».

## Biographie et travaux

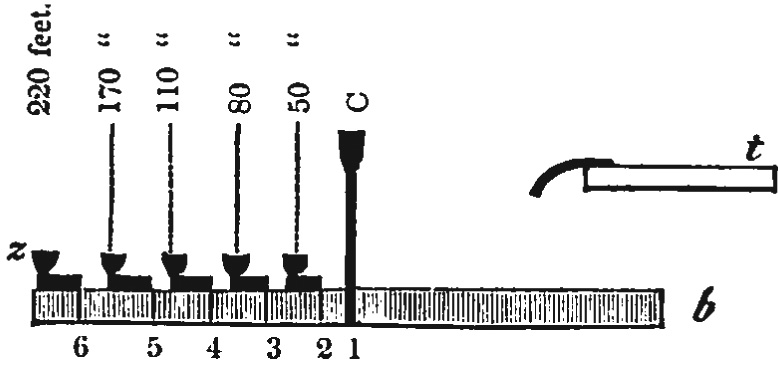
Solénoïde de Page parcouru par un courant électrique et self-induction (déjà connue) à la rupture de l'alimentation, sensible pour l'homme avec des aiguilles d'acupuncture dans des « soins médicaux ».

Page est né dans une « famille ordinaire », il fut intéressé par les phénomènes électriques dès son enfance. Il « joua » avec la foudre, et fabriqua avant son adolescence une machine à décharge électrique. En 1844, il se maria avec Priscilla Sewall Webster qui avait pour beau-frère le physicien Harvey Lindsly.
Page devina l'importance de l'électromagnétisme et, parce qu'il en avait bien appréhendé les principes fondamentaux scientifiques, il se fit l'avocat des inventeurs à l'« office des brevets » américains. Il est surtout connu dans l'histoire des sciences pour sa position dans les télécommunications aux États-Unis alternativement pour ou contre Samuel Morse.
Page s'intéressa à la locomotion avec l'électricité comme source d'énergie. Subventionné par l'État à hauteur de 20 000 $, ses travaux se révélèrent un échec, car il fit partie des inventeurs voulant adapter le système bielle-manivelle des machines à vapeur et obtenir la rotation des roues ; il n'avait pas de plus prévu les surtensions dégradant le matériel par arc électrique et les chocs mécaniques. Il a publié de multiples essais dans les Annals of Electricity, Magnetism, and Chemistry de William Sturgeon, imprimées en Angleterre.
Son expérience médicale, après ses études au Harvard College, lui est venue d'un cabinet de suivi de patients sur lesquels il procéda à des tests sur les effets de l'électricité,,, un usage fréquent à l'époque. Il s'est intéressé au spiritisme.
À cause de la guerre de Sécession ses installations de recherche furent détruites ; ses contributions furent, pensait-il « mésestimées » ; son matériel disparut des musées : à l'époque contemporaine, il est peu mis à l'honneur. Il contesta à la fin de sa vie la paternité de la bobine Ruhmkorff et appela à cette occasion le Congrès à faire acte de nationalisme américain.